# Withania begonifolia
Withania begonifolia är en potatisväxtart som först beskrevs av William Roxburgh, och fick sitt nu gällande namn av A.T. Hunziker och G.E. Barboza. Withania begonifolia ingår i släktet Withania och familjen potatisväxter. Inga underarter finns listade i Catalogue of Life.